# Mufumbwe (Sambia)
Mufumbwe, auch Chizera, ist eine Stadt mit 25.667 Einwohnern (2022) in der Nordwestprovinz von Sambia.

## Geografie
Sie befindet sich 430 Kilometer nordwestlich von Lusaka und 180 Kilometer südwestlich von Solwezi im Norden des Distrikts. Mufumbwe liegt etwa 1080 Meter über dem Meeresspiegel und ist Sitz der Verwaltung des gleichnamigen Distrikts.